# Skogasjön, Närke

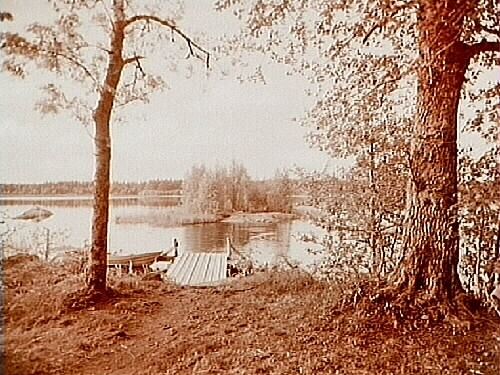
Skogasjön vid Skogaholms herrgård,Hallsberg brygga med en båt, sjöutsikt

Skogasjön är en sjö i Hallsbergs kommun i Närke och ingår i Nyköpingsåns huvudavrinningsområde. Sjön har en area på 0,371 kvadratkilometer och ligger 84,1 meter över havet. Sjön avvattnas avNyköpingsån (Skräddartorpsån). Den hette tidigare Emptasjön.

## Delavrinningsområde
Skogasjön ingår i det delavrinningsområde (654613-146963) som SMHI kallar för Utloppet av Skogasjön. Medelhöjden är 107 meter över havet och ytan är 12,78 kvadratkilometer. Räknas de 3 avrinningsområdena uppströms in blir den ackumulerade arean 139,01 kvadratkilometer. Avrinningsområdets utflöde Nyköpingsån (Skräddartorpsån) mynnar i havet. Avrinningsområdet består mestadels av skog (83 procent). Avrinningsområdet har 0,37 kvadratkilometer vattenytor vilket ger det en sjöprocent på 2,9 procent.